# Amobia hinei
Amobia hinei är en tvåvingeart som först beskrevs av Allen 1926.  Amobia hinei ingår i släktet Amobia och familjen köttflugor. Inga underarter finns listade i Catalogue of Life.